# Robert Garbe (Dichter)

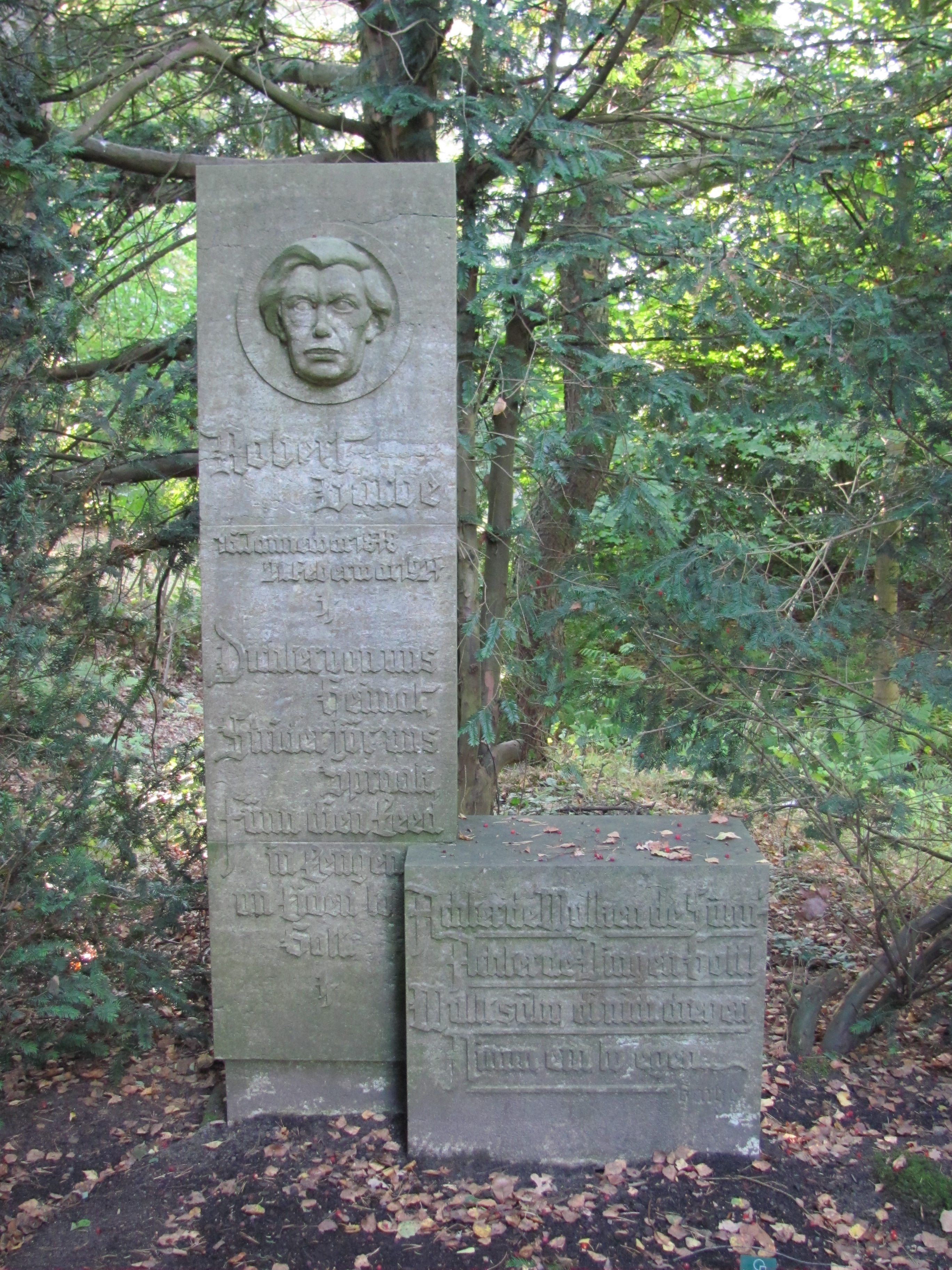
Grabstätte auf dem Friedhof Ohlsdorf, Bildhauer Wilhelm Rex

Robert Garbe (* 16. Januar 1878 in Hamburg; † 21. Februar 1927 in Hamburg) war ein niederdeutscher Schriftsteller.
Garbe verbrachte seine Kindheit von 1888 an in Hohnstorf an der Elbe. Ab 1889 besuchte er in Hamburg die Volksschule, die Präparandenanstalt und das Lehrerseminar. Ab 1899 war er als Lehrer tätig.
1906 gründete er als Abspaltung vom Hamburger Quickborn die „Nedderdüütsh Sellshopp“ in Hamburg. Garbe entwickelte eine eigene Schreibweise für das Niederdeutsche, die weitgehend auf Unverständnis stieß. Auch stilistisch fanden seine Werke kaum Anklang. Viele Vertreter der niederdeutschen Verbände vertraten die Auffassung, dass das Niederdeutsche ausschließlich eine romantische, auf die Vergangenheit und die Heimat bezogene Sprache sei. Garbe wollte die niederdeutsche Sprache jedoch gleichberechtigt neben das Hochdeutsche stellen und zeitgenössische Themen aufgreifen.
Sein Nachlass wird in der Staats- und Universitätsbibliothek Hamburg verwahrt. In Hohnstorf erinnert der „Robert-Garbe-Weg“ und ein Gedenkstein am „Hohnstörper Fährhus“ an ihn. In Hamburg erinnert die Garbestraße in Hamburg-Eimsbüttel an den Dichter.
Begraben ist er auf dem Ohlsdorfer Friedhof (Planquadrat AC 5).

## Werke
- Görnriek. Gedichten för Jungs un Deerns. Gutenberg, Hamburg 1906
- Dat Nödigst ut min plattdüütshe Rechtshriwunk. Nedderdüütsh Sellshop, Hamburg 1910
- Oole plattdüütshe Lëider. Verlag Friedrich Hofmeister, Leipzig 1913
- Jungs, holt fast! Oole un neie Krigs- un Suldatenleider. Diederichs, Jena 1915
- Upkwalm: Gedichten. Hanf, Hamburg 1921
- Görnrik. Gedichten för Jungs un Deerns. - 2., stark erweiterte Auflage, Hanf, Hamburg 1922
- Ëin nien Klank: Lëider för Gesank un Lutenspill. Verlag der Buch-Ein- und Verkaufsgenossenschaft Hammerbrook, Hamburg 1928
- O Seel vull Lengen: Gedichten. Rutgeven von Georg Trenkelbach. Meißner, Hamburg 1938